# Daniele Gastaldello
Daniele Gastaldello (ur. 25 czerwca 1983 w Camposampiero) – włoski piłkarz występujący na pozycji środkowego obrońcy. W 2020 roku zakończył piłkarską karierę.

## Kariera klubowa
Karierę zaczął w Calcio Padova, gdzie grał dwa lata. W 2002 przeszedł do Juventusu, ale stał się współwłasnością najpierw Chievo, a potem Sieny. Ostatecznie został wykupiony w 2007 przez Sampdorię i od razu stał się jej podstawowym zawodnikiem. Zawodnikiem klubu z Genui był aż do 2015 roku, w międzyczasie kilkukrotnie przedłużając umowę. W sezonie 2010/2011 występował razem z klubem w fazie grupowej Ligi Europy.
Po zakońćzeniu sezonu 2019/2020 ogłosił zakończenie piłkarskiej kariery.

## Kariera reprezentacyjna
Pod koniec sierpnia 2010 Cesare Prandelli powołał go do seniorskiej reprezentacji Włoch na spotkania eliminacji do Euro 2012 z Estonią i Wyspami Owczymi.